# 数位発展部 (中華民国)
数位発展部（すういはってんぶ、繁体字中国語: 數位發展部、公式略称は數位部だが、數發部の略称も用いられる）は、中華民国政府のデジタル事務の最高主管機関（二級行政機関）である。行政院に属し、2022年8月27日に、行政院資通安全処など関連機関を統合して設置された。業務範囲は、情報、電気通信、コミュニケーション、サイバーセキュリティ及びインターネットの五大領域の企画振興を行うとともに、デジタル技術応用、デジタル経済産業発展の政策を担当する。また、資通安全署において、サイバーセキュリティ政策及び計画の企画・指導を行うとともに、国家レベルにおけるサイバー防護演習、インフラ防護の業務を行う。日本語ではデジタル発展省やデジタル省とも表記される。英語表記はMinistry of Digital Affairsであるが、英略称のmòdaは馬達（モーター）を掛けており、デジタル発展の原動力となる意味を込めている。

## 歴史
2019年12月5日，中華民国科技部主催の「2019未来科技展」の開会式で、蔡英文総統は、「5GとIoTの時代が来た。デジタル技術は産業と人々の生活を大きく変える」と演説した。これを受け、行政院は情報、電気通信、電気通信、インターネット及びコミュニケーションの五大領域にまたがるデジタル発展を所管する行政機関設置の検討に着手した。2020年5月20日、蔡英文総統が再選された際の就任演説で再度、行政院は「数位発展部」設立を推進すると述べた。2020年12月、行政院がまだ行政院組織改造法案を策定する前に、与党民主進歩党の蘇巧慧立法委員らが行政院組織法を一部改正して「数位発展委員会」を設置する議員立法を提案、対する野党中国国民党の鄭麗文立法委員らは「数位権及び個人情報保護委員会」を設置する議員立法を提案した。
2021年2月18日，行政院は数位発展部（国家通訊伝播委員会の通信産業と指導業務、交通部の郵電司、経済部工業局の一部の業務、国家発展委員会資訊管理処の一部業務及び行政院資通安全処を統合）の設置を優先推進法案に位置付けた。3月25日、関連法案が行政院会議で決定（閣議決定に相当）され、まず行政院数位発展部準備作業室を設置。立法院が法案可決後、「数位発展部準備処」を設置することとした。。12月28日、立法院は関連法案を可決した。
2022年1月19日，数位発展部組織法が公布。同年8月27日数位発展部が設置され、定員598人のほか、組織法の規定により最大300人の契約職員を雇用することとなった。数位発展部設置当初、庁舎は2か所に分かれ、台北市中正区延平南路の旧国家通訊伝播委員会北区監理処庁舎を本庁舎とし、同区忠孝西路の新光人寿保険ビルの一部フロアを借用して分庁舎とする。

## 組織
- 部長
  - 次長（政務次長2名、簡任（中国語版）第14職等。常務次長1名、簡任第14職等）
    - 主任秘書（1名。簡任第12職等、局長級）
    - 参事、技監（簡任第12職等、局長級）

### 内部部局
業務組織
- 数位策略司：中華民国の数位発展政策を推進し，政策計画と資源の企画調整を行う。
- 靭性建設司：中華民国の通信網の強靭性とデジタル応用の円滑性を維持する。
- 資源管理司：デジタル通信資源の分配管理を行い、その使用が公共の利益に沿っていることを保証する。
- 数位政府司：デジタル応用を深化させ、政府の効率を向上する。
- 民主網絡司：国際デジタル民主主義ネットワークに参加し、中華民国の国際社会への貢献を強化する。
- 多元創新司：情報の運用とイノベーション、アプリケーションを発展させる[23]。

官房組織
- 秘書処
- 人事処
- 政風処
- 主計処
- 資訊処
- 法制処

### 所属機関
外局（三級行政機関）
- 資通安全署：2016年8月1日設置された行政院資通安全処（繁体字中国語: 資通安全處。行政院の業務単位）を、数位発展部設置に伴い三級行政機関に格上げ・改称・移管。行政院サイバーセキュリティ会議（繁体字中国語: 國家資通安全會報）の事務局、サイバーセキュリティ政策・計画の企画・実施、国家レベルにおけるサイバー防護演習、インフラ防護の業務を行う。
- 数位産業署：デジタル技術の応用の推進、デジタル経済産業発展の政策を立案する。

所管法人
- 行政法人国家資通安全研究院（中国語版）（英略称：NICS）
- 財団法人資訊工業策進会（中国語版）（英略称：III）
- 財団法人台湾網路資訊中心（中国語版）（英略称：TWNIC）
- 財団法人電信技術中心（英略称：TTC）

## 歴代部長
| 代             | 氏名           | 肖像           | 就任日         | 退任日         | 政党           | 備考                                                                   |
| 数位発展部部長 | 数位発展部部長 | 数位発展部部長 | 数位発展部部長 | 数位発展部部長 | 数位発展部部長 | 数位発展部部長                                                         |
| -------------- | -------------- | -------------- | -------------- | -------------- | -------------- | ---------------------------------------------------------------------- |
| 1              | 唐鳳           |                | 2022年8月27日  | 2024年5月20日  | 無所属         | 数位発展部設立まで、行政院政務委員（政府情報化関連事務担当）を務めた。 |
| 2              | 黄彦男         |                | 2024年5月20日  | 現職           | 無所属         |                                                                        |

## その他の国・地域の類似機関
- 中華人民共和国：工業情報化部（旧：情報産業部）、国家インターネット情報室）
- 日本：デジタル庁
- 韓国：科学技術情報通信部
- シンガポール：情報通信省
- エストニア：経済通信省、情報システム管理局
- マレーシア: 通信デジタル省
- ウクライナ：デジタルトランスメーション省